# Essigsäurehex-3-enylester
Essigsäurehex-3-enylester, auch 3-Hexenylacetat, ist eine chemische Verbindung aus der Gruppe der ungesättigten Carbonsäureester und der grünen Blattduftstoffe. Der Ester leitet sich von Essigsäure und von „Blätteralkohol“, (Z)-3-Hexenol, ab. (Z)-3-Hexenylacetat ist in der Natur deutlich verbreiteter als (E)-3-Hexenylacetat.

## Vorkommen
Die Substanz wird bei vielen Pflanzen – neben dem (Z)-3-Hexenol – nach einer Verletzung des Gewebes zur Abtötung von Pilzen (Fungizid) und Bakterien (Bakterizid) sowie als Abwehrstoff gegen pflanzenfressende Tiere, meist Insekten, ausgeschüttet. Die Verbindung wirkt beispielsweise abschreckend auf Weinbergschnecken. Neben der direkten Wirkung auf Fraßfeinde, löst es auch die Expression pflanzlicher Gene aus, die an weiteren Verteidigungsmechanismen beteiligt sind. Das Phänomen der Freisetzung wurde an der Rasen-Schmiele (Deschampsia cespitosa), an Birken, an Schwarz-Erlen und an Blaubeerpflanzen untersucht, wobei jegliche Verletzung der Blätter sofort zur Absonderung des (Z)-3-Hexenylacetats und des freien Alkohols führte. Weitere Pflanzen, in denen die Verbindung beispielsweise in Blättern oder Blüten nachgewiesen wurde, sind Erdbeere, Apfel, Aprikose, Himbeere, Tee, die milchweiße Pfingstrose, gelben Teerosen, Kugelamaranth, Raps, Weißer Senf, Brauner Senf und Brassica arvensis, Jasmin, Baumwolle und Gewürznelkenbaum.
Die Verbindung kommt auch in vielen Früchten vor, beispielsweise in Pflaumen, Melonen, Pfirsich und Plattpfirsich, Quitten, Erdbeeren, Passionsfrucht und Curuba, Guaven, der Guaven-Art Psidium acidum, der Feigenart Ficus hispida, sowie in Mangaba, Feijoa und Lulo vor.
Die Verbindung ist eine wichtige Aromakomponente in grünen Oliven und Olivenöl. In Olivenöl kommt auch (E)-3-Hexenylacetat vor.
Auch für andere Lebewesen hat die Verbindung wichtige biologische Bedeutungen. Bei Citrobacter, die als Darmbakterien bei der Fruchtfliege Bactrocera dorsalis vorkommen, ist die Verbindung ein Allomon, durch das die Fruchtfliegen dazu angeregt werden, ihre Eier auf Pflanzen zu legen, die von den Bakterien besiedelt sind. Der Pilz Colleotrichum falcatum besiedelt Zuckerrohr und nimmt Einfluss auf die von diesem emittierten flüchtigen Verbindungen, um seine Beute, den Zuckerrohr-Bohrer (Diatreae saccharalis), anzulocken. Diese Veränderungen bestehen unter anderem in einer Verringerung der Emission von 3-Hexenylacetat.
Die Verbindung kommt außerdem zum Teil als Verunreinigung in Trinkwasser vor und kann dort einen unangenehmen Geschmack verursachen.

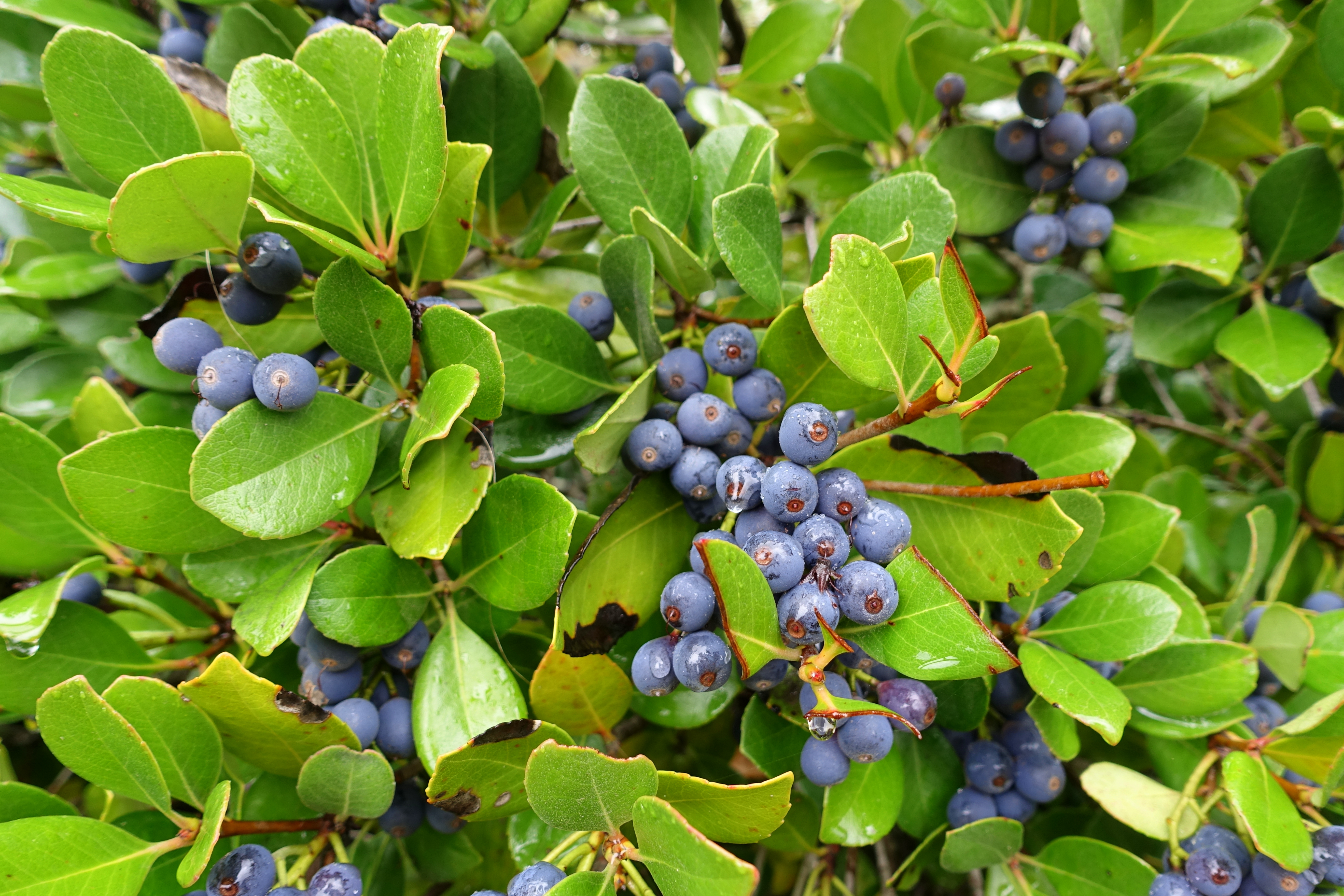
Blaubeerpflanze
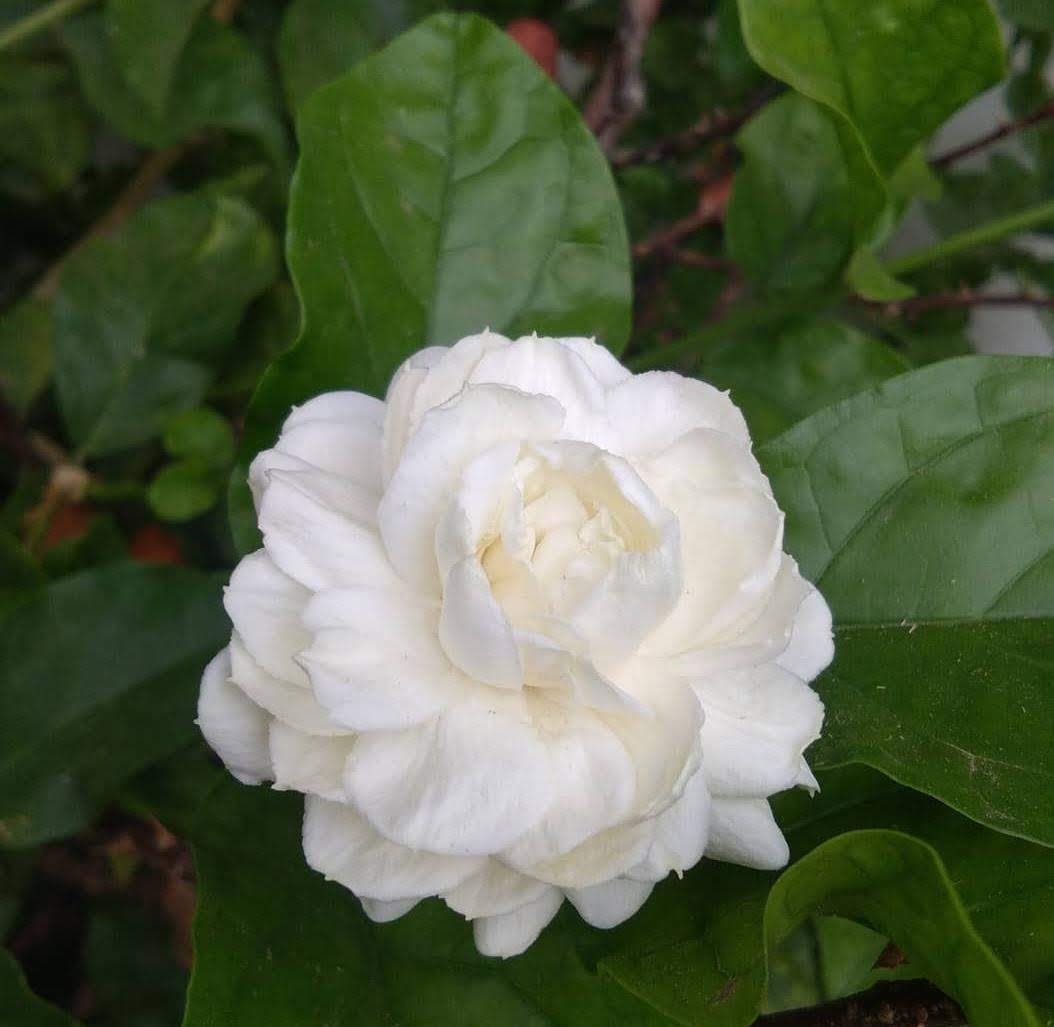
Jasmin
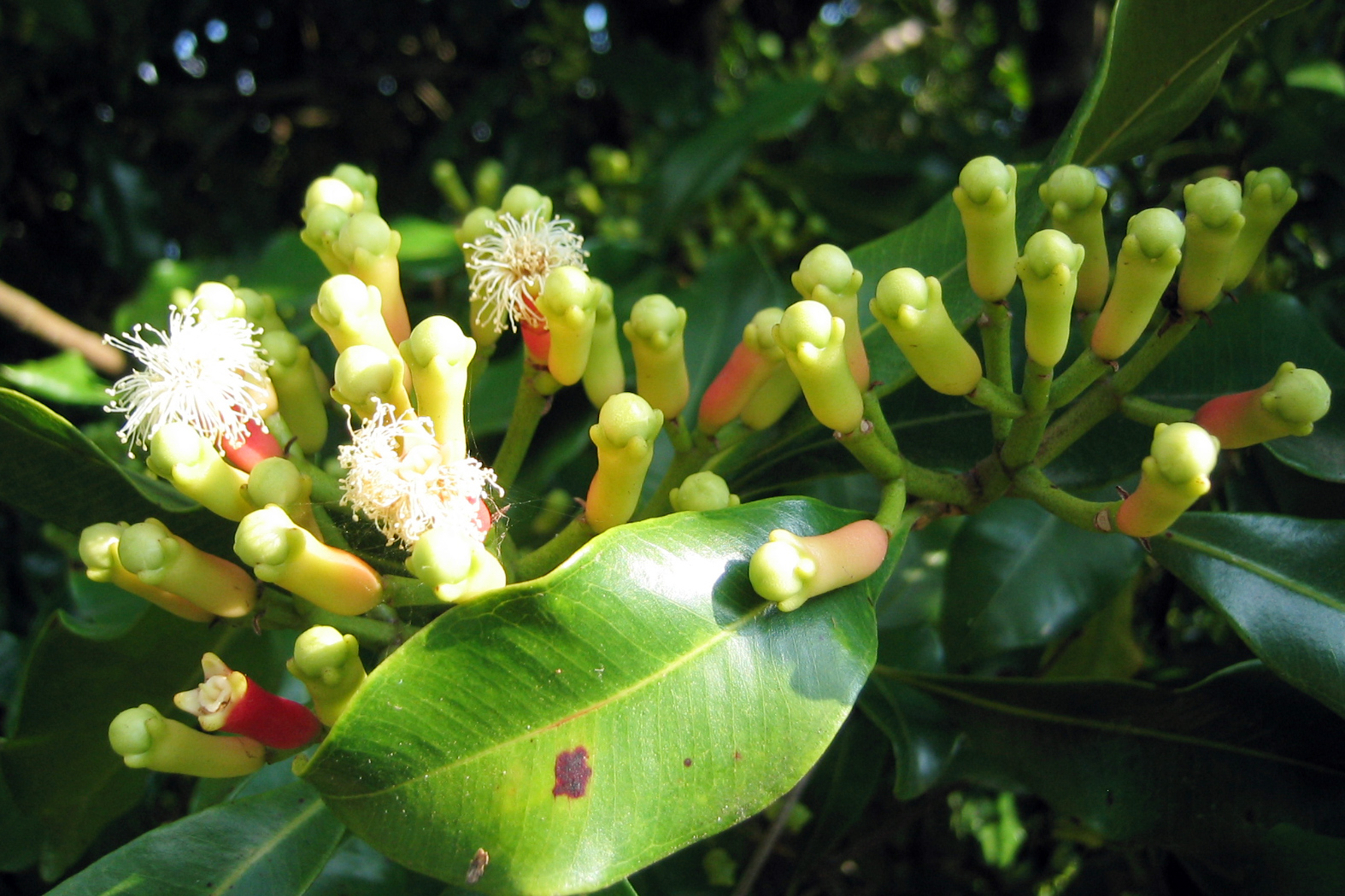
Gewürznelkenbaum
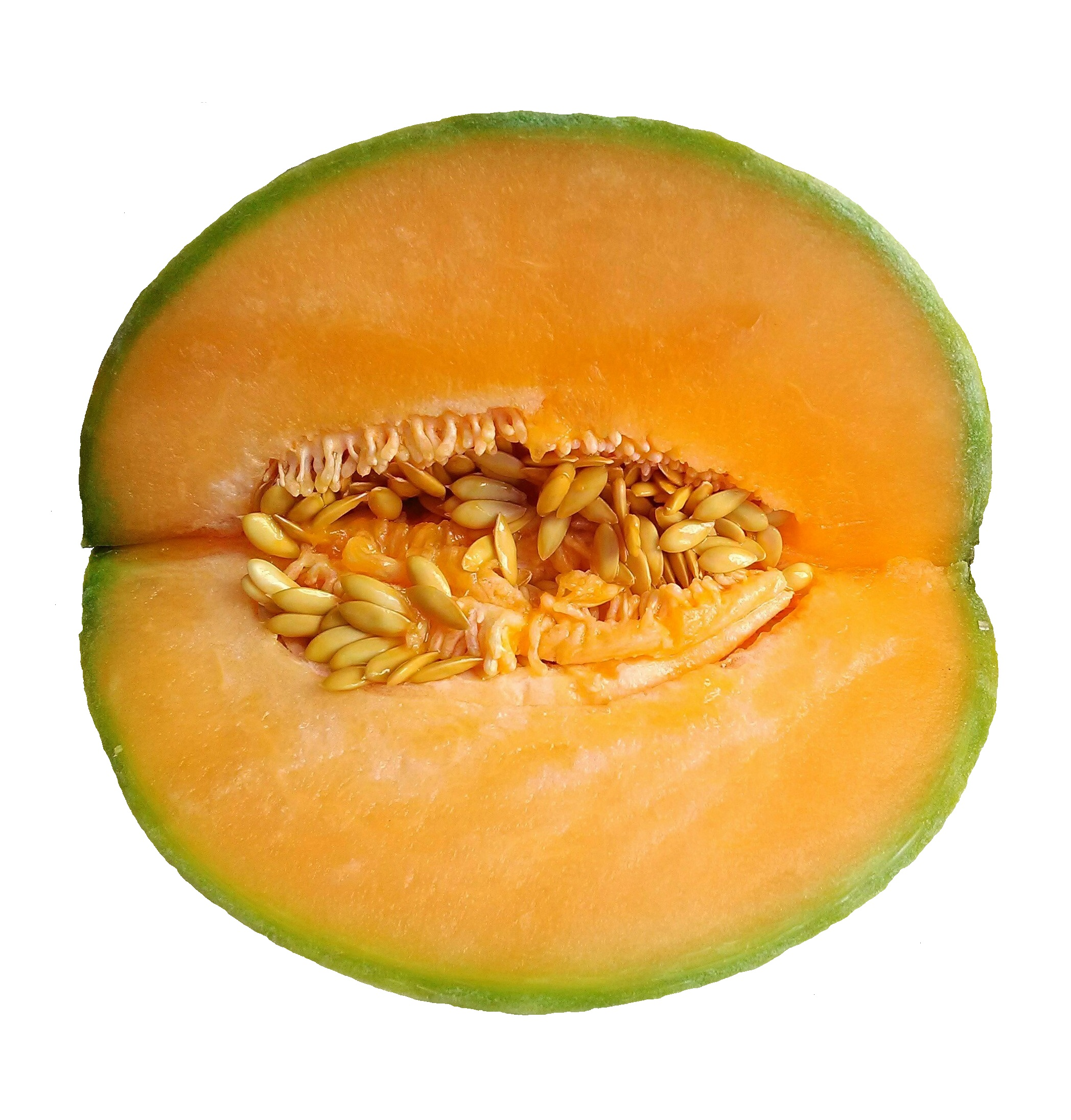
Melone
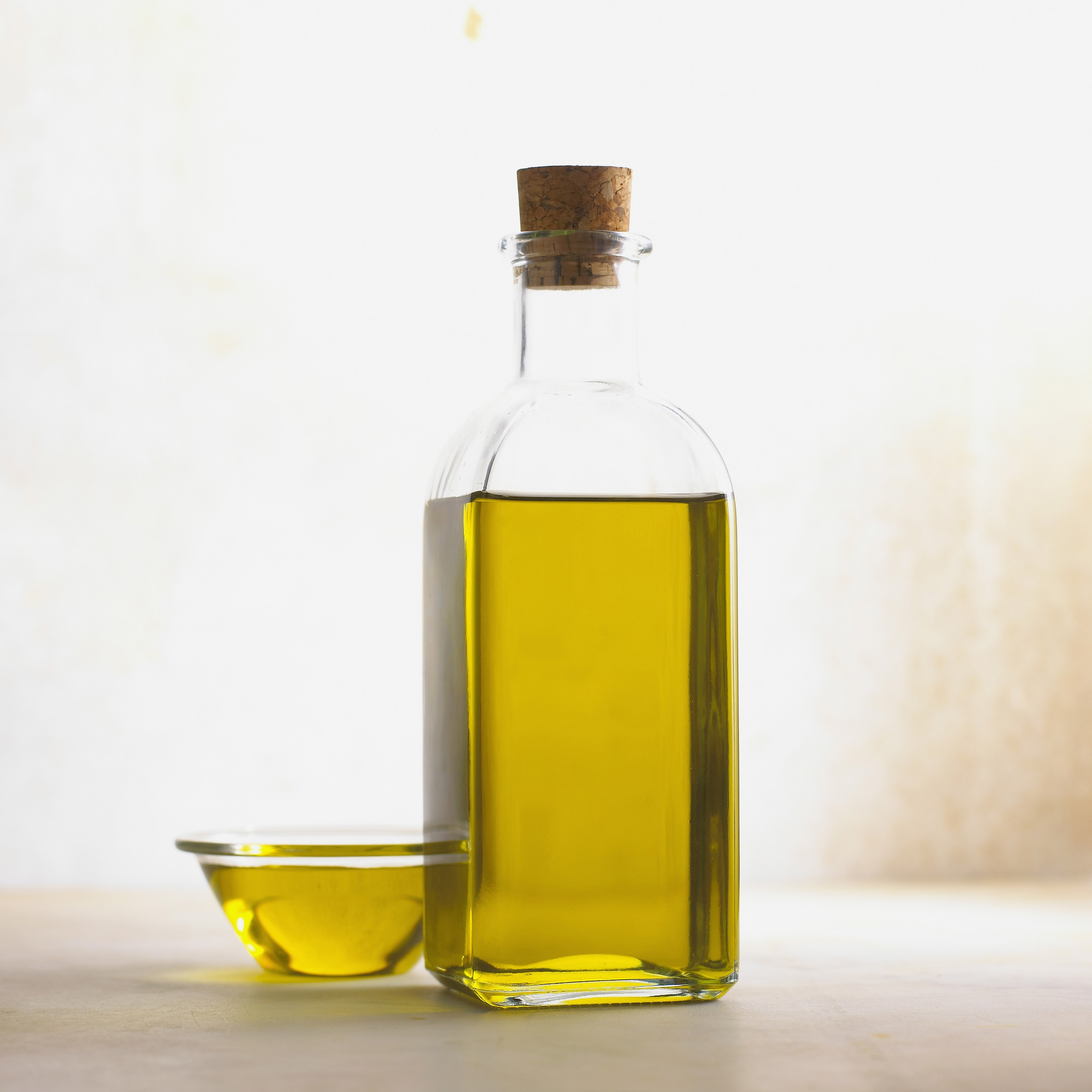
Olivenöl

## Biosynthese
(Z)-3-Hexenylacetat entsteht über den Lipoxygenase-Weg aus Linolensäure. Diese wird über Traumatinsäure, (Z)-3-Hexenal und (Z)-3-Hexenol unter anderem zu (Z)-3-Hexenylacetat umgewandelt.

## Herstellung
Industriell wird der (Z)-3-Hexenylacetat durch säurekatalysierte Veresterung von Essigsäure und (Z)-3-Hexenol hergestellt. Es entsteht neben anderen Isomeren bei der Umsetzung von 1-Hexen mit Palladium(II)-acetat.

## Eigenschaften
3-Hexenylacetat ist eine farblose, kräftig nach grünen Früchten riechende Flüssigkeit. Die Geruchsschwelle beim Menschen liegt bei 7,8 μg/kg.

## Verwendung
Die  Verbindung wird in der Größenordnung von 100 bis 1000 Tonnen pro Jahr als Duftstoff eingesetzt. Beide Isomere werden als Aromastoffe verwendet und sind in der EU für Lebensmittel allgemein zugelassen. Für das (Z)-Isomer besteht die Zulassung unter der FL-Nummer 09.197, für das (E)-Isomer unter der Nummer 09.928.

## Sicherheitshinweise
Die Giftigkeit von Essigsäurehex-3-enylester im Tierversuch mit Kaninchen und Ratten war gering: die LD50-Werte lagen dermal und oral bei > 5 g/kg Körpergewicht. Die Verbindung ist weder cytotoxisch, noch mutagen oder klastogen. Gabe von 1 g/kg täglich über längeren Zeitraum hatte keine negativen gesundheitlichen Effekte auf Ratten, auch nicht auf die Fortpflanzung oder den Nachwuchs. Wiederholter Hautkontakt mit der Verbindung kann zu Sensibilisierung führen, was nach den vorliegenden Studienergebnissen aber nur selten vorkommt.
In den USA liegt der FEMA PADI-Wert bei 2,9 mg/Tag.